# Samuele Jesi
Samuele Jesi (* 4. September 1786 oder 1788 in Correggio (Emilia-Romagna); † 17. Januar 1853 in Florenz) war ein italienischer Zeichner, Kupferstecher und Lithograf.

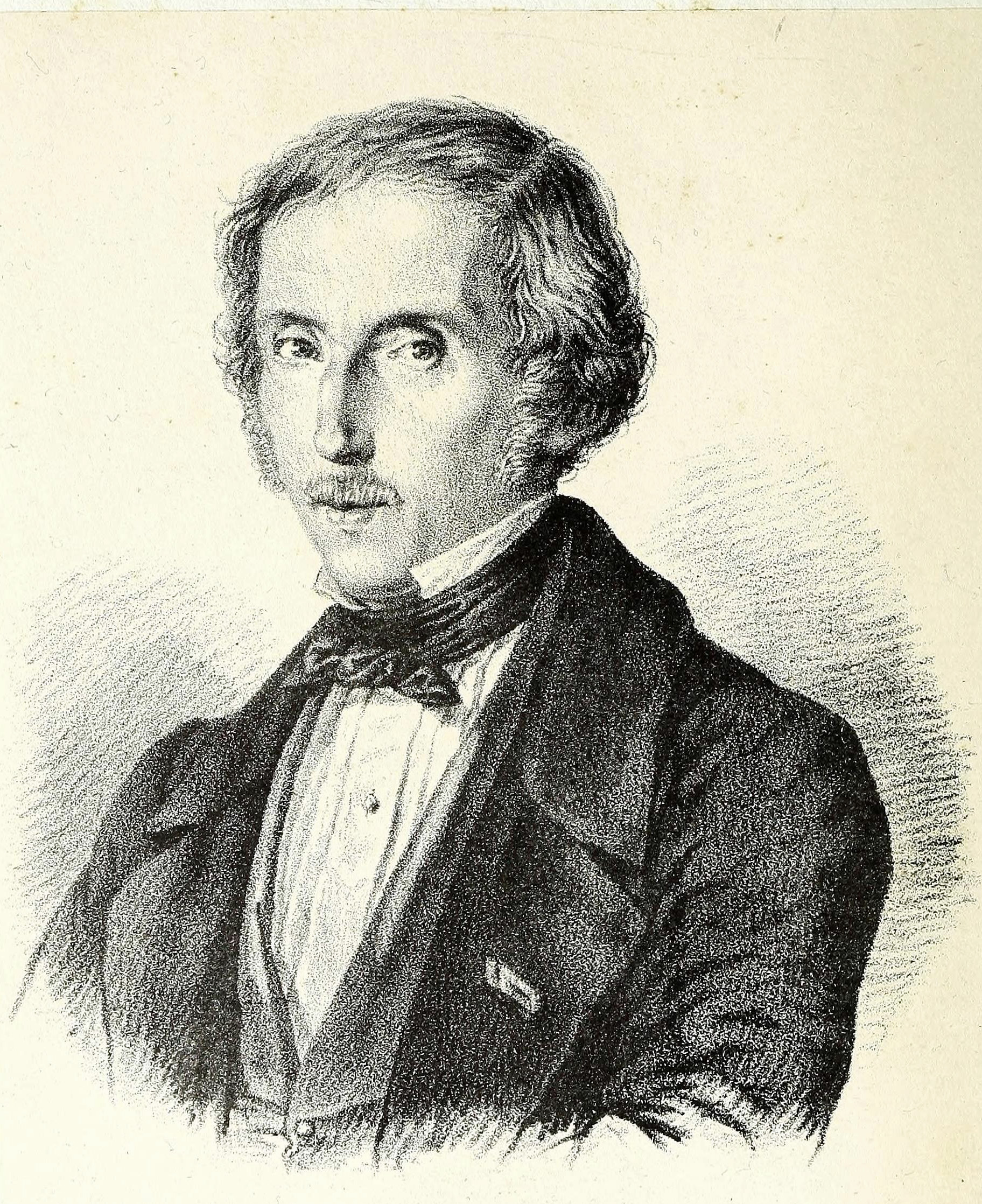
Samuele Jesi

## Leben
Jesi studierte an der Kunstakademie in Mailand unter Giuseppe Longhi. Seine ersten größeren Arbeiten waren Die Verstoßung der Hagar (1821), nach Guercinos Bild in der Brera zu Mailand, und die Madonna mit Johannes und dem hl. Stephan (1834), nach Fra Bartolommeo in der Kathedrale von Lucca.
Im Jahr 1840 stach er nach Raffael das Bildnis des Papstes Leo X. mit den Kardinälen Rossi und Giulio de' Medici im Palazzo Pitti.
1846 übernahm er den Stich des damals eben in Sant'Onofrio zu Florenz entdeckten Freskogemäldes, das ein Abendmahl darstellt und von manchen dem Raffael zugeschrieben wurde.
Er vollendete 1849 eine meisterhafte Zeichnung davon, starb aber am 17. Januar 1853 in Florenz vor Beendigung des Stiches.
In der Zwischenzeit vollendete er noch den Stich nach der Vierge à la vigne.